# Galileo (Pferd)
Galileo (* 30. März 1998; † 10. Juli 2021) war ein irisches Vollblut-Rennpferd und Deckhengst. Er wurde vom Hengst Sadler’s Wells mit der Stute Urban Sea gezeugt. In seiner nur einjährigen Rennkarriere vom Oktober 2000 bis zum Oktober 2001 lief er acht Rennen und gewann sechs davon. Er siegte im Epsom Derby, im Irischen Derby und im King George VI and Queen Elizabeth Stakes von 2001. Sein Rivale war Fantastic Light vom Godolphin Rennstall. Galileo wurde 2001 als European Champion Three-Year-Old Colt ausgezeichnet.
Galileo war einer der weltweit gefragtesten Deckhengste. 2008 wurde er erstmals Champion der Vaterpferde in England und Irland. Von 2010 bis 2018 konnte er diesen Titel jeweils erneuern. 2019 stellte er mit New Approach seinen vierten Derby-Sieger nach Ruler Of The World, Australia und Anthony Van Dyck. Anthony Van Dyck war auch sein 77. Gruppe-I-Gewinner. Damit stellt er nach Danehill allzeit und weltweit die meisten Gruppe-I-Sieger. Unter seinen Nachkommen sind so bedeutende Pferde wie Frankel, Nathaniel, Found, Churchill und Minding. Er ist auch ein erfolgreicher Muttervater.
Am 10. Juli 2021 musste Galileo aufgrund einer chronischen Verletzung am linken Vorderfuß auf dem Gestüt eingeschläfert werden. Er hinterlässt 91 Gruppe I-Sieger, während mindestens 20 seiner Söhne eigene Gruppe I-Sieger auf die Bahn brachten.
Galileo galt als wertvollster Deckhengst aller Zeiten. Als aktives Rennpferd brachte der Hengst rund 1,8 Millionen Euro ein, aber pro Jahr 40 Millionen Euro Deckgeld. Pro Stute musste man für das Decken zwischen 250.000 und 600.000 Euro zahlen. Er soll nach Medienberichten zwischen 170 Millionen und knapp 210 Millionen Euro Wert gewesen sein.

## Rennlaufbahn
| Datum             | Rennen                                  | Distanz (Furlongs) | Rennbahn     | Class | Preisgeld (£K) | Wetten | Starter | Platz | Abstand | Zeit    | Jockey           | Trainer       |
| ----------------- | --------------------------------------- | ------------------ | ------------ | ----- | -------------- | ------ | ------- | ----- | ------- | ------- | ---------------- | ------------- |
| 28. Oktober 2000  | IBEC EBF Maiden                         | 8                  | Leopardstown | M     | 8              | Evens  | 16      | 1     | 14      | 1:48.20 | Michael Kinane   | Aidan O’Brien |
| 16. April 2001    | Ballysax Stakes                         | 10                 | Leopardstown | L     | 20             | 1/3    | 7       | 1     | 3.5     | 2:20.10 | Michael Kinane   | Aidan O’Brien |
| 13. Mai 2001      | Derrinstown Stud Derby Trial            | 10                 | Leopardstown | 3     | 39             | 8/15   | 5       | 1     | 1.5     | 2:08.50 | Seamie Heffernan | Aidan O’Brien |
| 9. Juni 2001      | Derby                                   | 12                 | Epsom        | 1     | 580            | 11/4   | 12      | 1     | 3.5     | 2:33.27 | Michael Kinane   | Aidan O’Brien |
| 1. Juli 2001      | Irish Derby                             | 12                 | The Curragh  | 1     | 411            | 4/11   | 12      | 1     | 4       | 2:27.10 | Michael Kinane   | Aidan O’Brien |
| 28. Juli 2001     | King George VI & Queen Elizabeth Stakes | 12                 | Ascot        | 1     | 435            | 1/2    | 12      | 1     | 2       | 2:27.71 | Michael Kinane   | Aidan O’Brien |
| 8. September 2001 | Irish Champion Stakes                   | 10                 | Leopardstown | 1     | 384            | 4/11   | 7       | 2     | Head    | 2:01.80 | Michael Kinane   | Aidan O’Brien |
| 27. Oktober 2001  | Breeders’ Cup Classic                   | 10                 | Belmont Park | 1     | 1386           | 100/30 | 13      | 6     | 7.75    | 2:00.62 | Michael Kinane   | Aidan O’Brien |

## Auszeichnungen
Galileo wurde European Champion Three-Year-Old bei den Cartier Racing Awards. Sein abschließendes Timeform-Rating war 134.

## Zuchtlaufbahn
Galileo wurde vom Coolmore Stud, auf dessen Hauptstation in Fethard, County Tipperary, Irland aufgestellt. Anfangs diente er als „Shuttle“-Hengst und stand während der europäischen Decksaison in Irland. Für die Decksaison der Südhalbkugel wurde er in der australischen Zweigstelle des Gestüts im Hunter Valley, New South Wales aufgestellt. Seit 2012 war er nur noch in Irland aufgestellt.
Galileo war der leading sire in Great Britain and Ireland von 2008 sowie von 2010 bis 2018. Seit 2008 wurde seine Decktaxe privat ausgehandelt. Er galt als der weltweit teuerste Hengst, mit einer Decktaxe jenseits der 400.000 €. Bis zum 1. Juni 2019 zeugte er 192 Sieger von Gruppenrennen. Im Derby von 2019 war er Vater, Großvater oder Urgroßvater von 12 der 13 Starter, außerdem war er Muttervater des 13. Starters. Im September 2008 erhielt Galileo eine Kolik-Operation.

### Erfolgreicher Nachwuchs
H = Hengst, S = Stute W = Wallach
| Geboren | Name               | Geschlecht | Wichtige Siege |
| 2003    | Allegretto         | S          | Prix Royal-Oak |
| 2003    | Nightime           | S          | Irish 1000 Guineas |
| 2003    | Red Rocks          | H          | Breeders’ Cup Turf, Man o’ War Stakes |
| 2003    | Sixties Icon       | H          | St Leger Stakes |
| 2004    | Celestial Halo     | W          | Triumph Hurdle |
| 2004    | Niwot              | H          | Sydney Cup |
| 2004    | Soldier of Fortune | H          | Irish Derby, Coronation Cup |
| 2004    | Teofilo            | H          | National Stakes, Dewhurst Stakes |
| 2005    | Alandi             | H          | Irish St Leger, Prix du Cadran |
| 2005    | Cima De Triomphe   | H          | Derby Italiano |
| 2005    | Lush Lashes        | S          | Coronation Stakes, Yorkshire Oaks, Matron Stakes |
| 2005    | New Approach       | H          | National Stakes, Dewhurst Stakes, Epsom Derby, Irish Champion Stakes, Champion Stakes |
| 2005    | Sousa              | H          | Spring Champion Stakes |
| 2006    | Altano             | W          | Prix du Cadran |
| 2006    | Linton             | W          | Stradbroke Handicap |
| 2006    | Rip Van Winkle     | H          | Sussex Stakes, Queen Elizabeth II Stakes, International Stakes |
| 2006    | Sans Frontieres    | H          | Irish St Leger |
| 2007    | Cape Blanco        | H          | Irish Derby, Irish Champion Stakes, Man o’ War Stakes, Arlington Million, Joe Hirsch Turf Classic Invitational Stakes |
| 2007    | Igugu              | S          | Durban July Handicap, South African Fillies Classic, Woolavington 2000, Cape Metropolitan Stakes |
| 2007    | Lily Of The Valley | S          | Prix de l’Opera |
| 2007    | Mahbooba           | S          | Clairwood Golden Slipper |
| 2008    | Frankel            | H          | Dewhurst Stakes, 2000 Guineas, St. James's Palace Stakes, Sussex Stakes (twice), Queen Elizabeth II Stakes, Lockinge Stakes, Queen Anne Stakes, International Stakes, Champion Stakes *The Highest Rated Horse in history. |
| 2008    | Galikova           | S          | Prix Vermeille |
| 2008    | Golden Lilac       | S          | Poule d'Essai des Pouliches, Prix de Diane, Prix d'Ispahan |
| 2008    | Misty for Me       | S          | Moyglare Stud Stakes, Prix Marcel Boussac, Irish 1000 Guineas, Pretty Polly Stakes |
| 2008    | Nathaniel          | H          | King George VI and Queen Elizabeth Stakes, Eclipse Stakes |
| 2008    | Roderic O’Connor   | H          | Criterium International, Irish 2000 Guineas |
| 2008    | Seville            | H          | The Metropolitan |
| 2008    | Together           | S          | Queen Elizabeth II Challenge Cup |
| 2008    | Treasure Beach     | H          | Irish Derby, Secretariat Stakes |
| 2009    | Great Heavens      | S          | Irish Oaks |
| 2009    | Imperial Monarch   | H          | Grand Prix de Paris |
| 2009    | Maybe              | S          | Moyglare Stud Stakes |
| 2009    | Noble Mission      | H          | Tattersalls Gold Cup, Grand Prix de Saint-Cloud †, Champion Stakes |
| 2009    | Romantica          | S          | Prix Jean Romanet |
| 2009    | Was                | S          | Epsom Oaks |
| 2009    | Windsor Park       | W          | Baring Bingham Novices’ Hurdle |
| 2010    | Foundry            | W          | The Metropolitan |
| 2010    | Intello            | H          | Prix du Jockey Club |
| 2010    | Kingsbarns         | H          | Racing Post Trophy |
| 2010    | Magician           | H          | Irish 2000 Guineas, Breeders’ Cup Turf |
| 2010    | Mondialiste        | H          | Woodbine Mile, Arlington Million |
| 2010    | Ruler of the World | H          | Epsom Derby |
| 2010    | The United States  | H          | Ranvet Stakes |
| 2011    | Adelaide           | H          | Secretariat Stakes, Cox Plate |
| 2011    | Australia          | H          | Epsom Derby, Irish Derby, International Stakes |
| 2011    | Marvellous         | S          | Irish 1000 Guineas |
| 2011    | Photo Call         | S          | Rodeo Drive Stakes, First Lady Stakes |
| 2011    | Tapestry           | S          | Yorkshire Oaks |
| 2012    | Curvy              | S          | E.P. Taylor Stakes |
| 2012    | Decorated Knight   | H          | Jabel Hatta, Tattersalls Gold Cup, Irish Champion Stakes |
| 2012    | Found              | S          | Prix Marcel Boussac, Breeders’ Cup Turf, Prix de l'Arc de Triomphe |
| 2012    | Gleneagles         | H          | Vincent O’Brien Stakes, 2000 Guineas Stakes, Irish 2000 Guineas, St. James’s Palace Stakes |
| 2012    | Highland Reel      | H          | Secretariat Stakes, Hong Kong Vase, King George VI and Queen Elizabeth Stakes, Breeders’ Cup Turf, Coronation Cup, Prince of Wales’s Stakes                                                                                |
| 2012    | Order of St George | H          | Irish St. Leger (twice), Ascot Gold Cup |
| 2012    | Together Forever   | S          | Fillies’ Mile |
| 2013    | Alice Springs      | S          | Falmouth Stakes, Matron Stakes, Sun Chariot Stakes |
| 2013    | Ballydoyle         | S          | Prix Marcel Boussac |
| 2013    | Deauville          | H          | Belmont Derby |
| 2013    | Johannes Vermeer   | H          | Critérium International |
| 2013    | Minding            | S          | Moyglare Stud Stakes, Fillies’ Mile, 1000 Guineas, Epsom Oaks, Pretty Polly Stakes, Nassau Stakes, Queen Elizabeth II Stakes                                                                                               |
| 2013    | Seventh Heaven     | S          | Irish Oaks, Yorkshire Oaks |
| 2013    | The Gurkha         | H          | Poule d’Essai des Poulains, Sussex Stakes |
| 2013    | Ulysses            | H          | Eclipse Stakes, International Stakes |
| 2014    | Capri              | H          | Irish Derby, St Leger |
| 2014    | Churchill          | H          | National Stakes, Dewhurst Stakes, 2000 Guineas, Irish 2000 Guineas |
| 2014    | Hydrangea          | S          | Matron Stakes, British Champions Fillies & Mares Stakes |
| 2014    | Rhododendron       | S          | Fillies’ Mile, Prix de l’Opera, Lockinge Stakes |
| 2014    | Winter             | S          | 1000 Guineas, Irish 1000 Guineas, Coronation Stakes, Nassau Stakes |
| 2014    | Waldgeist          | H          | Criterium de Saint-Cloud, Grand Prix de Saint-Cloud, Prix Ganay, Prix de l’Arc de Triomphe |
| 2015    | Clemmie            | S          | Cheveley Park Stakes |
| 2015    | Flag of Honour     | H          | Irish St Leger |
| 2015    | Forever Together   | S          | Epsom Oaks |
| 2015    | Happily            | S          | Moyglare Stud Stakes, Prix Jean-Luc Lagardère |
| 2015    | Kew Gardens        | H          | Grand Prix de Paris, St Leger |
| 2015    | Magical            | S          | British Champions Fillies & Mares Stakes, Tattersalls Gold Cup, Irish Champion Stakes, Champion Stakes |
| 2016    | Line of Duty       | H          | Breeders’ Cup Juvenile Turf |
| 2016    | Hermosa            | S          | 1000 Guineas, Irish 1000 Guineas |
| 2016    | Anthony Van Dyck   | H          | Epsom Derby |
| 2016    | Cape Of Good Hope  | H          | Caulfield Stakes |
| 2016    | Circus Maximus     | H          | St James’s Palace Stakes, Prix du Moulin de Longchamp |
| 2016    | Sovereign          | H          | Irish Derby |
| 2016    | Japan              | H          | Grand Prix de Paris, International Stakes |
| 2016    | Search For A Song  | H          | Irish St. Leger |
| 2017    | Love               | S          | Moyglare Stud Stakes |

### Gekörte Söhne

#### Teofilo
Seit 2008 in der Zucht.
| geboren | Name                | Geschlecht | wichtige Siege                                                       |
| 2009    | Parish Hall         | H          | Dewhurst Stakes                                                      |
| 2009    | Voleuse de Coeurs   | S          | Irish St. Leger                                                      |
| 2010    | Havanna Gold        | H          | Prix Jean Prat                                                       |
| 2010    | Loch Garman         | H          | Critérium International                                              |
| 2010    | Sonntag             | W          | Queensland Derby                                                     |
| 2010    | Trading Leather     | H          | Irish Derby                                                          |
| 2010    | Happy Clapper (AUS) | W          | Doncaster Mile                                                       |
| 2011    | Kermadec            | H          | Doncaster Mile                                                       |
| 2012    | Pleascach           | S          | Irish 1000 Guineas, Yorkshire Oaks                                   |
| 2012    | Humidor (NZ)        | W          | Makybe Diva Stakes, Memsie Stakes                                    |
| 2014    | Exultant            | W          | Hong Kong Vase, Hong Kong Gold Cup, Hong Kong Champions & Chater Cup |
| 2015    | Cross Counter       | W          | Melbourne Cup                                                        |

#### New Approach
Seit 2009 in der Zucht.
| geboren | Name          | Geschlecht | wichtige Siege                                                           |
| 2010    | Dawn Approach | H          | National Stakes, Dewhurst Stakes, 2000 Guineas, St James’s Palace Stakes |
| 2010    | May’s Dream   | S          | Australasian Oaks                                                        |
| 2010    | Sultanina     | S          | Nassau Stakes                                                            |
| 2010    | Talent        | S          | Epsom Oaks                                                               |
| 2015    | Masar         | H          | Epsom Derby                                                              |

#### Soldier of Fortune
Seit 2010 in der Zucht. Im Haras Du Logis Saint Germain in Frankreich aufgestellt. Shuttle-Hengst für Südamerika.
| geboren | Name         | Geschlacht | wichtige Siege                                                                                  |
| 2012    | El Armenio   | H          | Gran Premio Nacional – Augusto B. Leguia, Premio Polla de Potrillos (Peruanisches 2000 Guineas) |
| 2012    | Rey del Rock | H          | Gran Premio Hipódromo Chile                                                                     |

#### Rip Van Winkle
Seit 2011 in der Zucht.
| geboren | Name             | Geschlecht | wichtige Siege |
| 2012    | Dick Whittington | H          | Phoenix Stakes |

#### Frankel
Seit 2013 in der Zucht.
| geboren | Name           | Geschlecht | wichtige Siege                                      |
| 2014    | Soul Stirring  | S          | Yushun Himba, Hanshin Juvenile Fillies              |
| 2014    | Cracksman      | H          | Champion Stakes (Twice), Prix Ganay, Coronation Cup |
| 2014    | Mozu Ascot     | H          | Yasuda Kinen                                        |
| 2014    | Call The Wind  | W          | Prix du Cadran                                      |
| 2014    | Dream Castle   | W          | Jebel Hatta                                         |
| 2015    | Without Parole | H          | St James’s Palace Stakes                            |
| 2015    | Veracious      | S          | Falmouth Stakes                                     |
| 2016    | Anapurna       | S          | Epsom Oaks                                          |

#### Nathaniel
Seit 2013 in der Zucht.
| geboren | Name      | Geschlecht | wichtige Siege |
| 2014    | Enable    | S          | Epsom Oaks, King George VI and Queen Elizabeth Stakes, Yorkshire Oaks, Prix de l’Arc de Triomphe, Breeders’ Cup Turf |
| 2014    | God Given | S          | Premio Lydia Tesio                                                                                                   |
| 2016    | Channel   | S          | Prix de Diane |

### Muttervater
Galileo ist Vater von hervorragenden Zuchtstuten, deren Nachkommen Gruppe I-Rennen gewannen.
| Mutterstute   | Name             | Geschlecht | wichtige Siege                                |
| Forest Storm  | Night of Thunder | H          | 2000 Guineas Stakes, Lockinge Stakes          |
| Greenery      | Lea              | H          | Donn Handicap                                 |
| Perihelion    | Qualify          | S          | The Oaks                                      |
| Perfect Truth | Magicool         | W          | Queensland Derby                              |
| Galicuix      | Galileo Gold     | H          | 2000 Guineas Stakes                           |
| Absolute Lady | La Cressonniere  | S          | Poule d’Essai des Pouliches, Prix de Diane    |
| Inner Realm   | Intricately      | S          | Moyglare Stud Stakes                          |
| Cabaret       | Magna Grecia     | H          | Vertem Futurity, 2000 Guineas                 |
| Maybe         | Saxon Warrior    | H          | 2000 Guineas                                  |
| Misty for Me  | Roly Poly        | H          | Falmouth Stakes, Prix Rothschild, Sun Chariot |
| Misty for Me  | U S Navy Flag    | H          | Dewhurst, July Cup                            |
| Alina         | Barney Roy       | W          | St James’s Palace                             |

## Abstammung
| Vater Sadler’s Wells braun 1981 | Northern Dancer braun 1961 | Nearctic braun 1954           | Nearco               |
| Vater Sadler’s Wells braun 1981 | Northern Dancer braun 1961 | Nearctic braun 1954           | Lady Angela          |
| Vater Sadler’s Wells braun 1981 | Northern Dancer braun 1961 | Natalma braun 1957            | Native Dancer        |
| Vater Sadler’s Wells braun 1981 | Northern Dancer braun 1961 | Natalma braun 1957            | Almahmoud            |
| Vater Sadler’s Wells braun 1981 | Fairy Bridge braun 1975    | Bold Reason braun 1968        | Hail To Reason       |
| Vater Sadler’s Wells braun 1981 | Fairy Bridge braun 1975    | Bold Reason braun 1968        | Lalun                |
| Vater Sadler’s Wells braun 1981 | Fairy Bridge braun 1975    | Special braun 1969            | Forli                |
| Vater Sadler’s Wells braun 1981 | Fairy Bridge braun 1975    | Special braun 1969            | Thong                |
| Mutter Urban Sea chestnut 1989  | Miswaki Fuchs 1978         | Mr. Prospector braun 1970     | Raise a Native       |
| Mutter Urban Sea chestnut 1989  | Miswaki Fuchs 1978         | Mr. Prospector braun 1970     | Gold Digger          |
| Mutter Urban Sea chestnut 1989  | Miswaki Fuchs 1978         | Hopespringseternal Fuchs 1971 | Buckpasser           |
| Mutter Urban Sea chestnut 1989  | Miswaki Fuchs 1978         | Hopespringseternal Fuchs 1971 | Rose Bower           |
| Mutter Urban Sea chestnut 1989  | Allegretta Fuchs 1978      | Lombard Fuchs 1967            | Agio                 |
| Mutter Urban Sea chestnut 1989  | Allegretta Fuchs 1978      | Lombard Fuchs 1967            | Promised Lady        |
| Mutter Urban Sea chestnut 1989  | Allegretta Fuchs 1978      | Anatevka Fuchs 1969           | Espresso             |
| Mutter Urban Sea chestnut 1989  | Allegretta Fuchs 1978      | Anatevka Fuchs 1969           | Almyra (Familie 9-h) |